# ジャンフランコ・フェレ
ジャンフランコ・フェレ（伊: Gianfranco Ferré、標準イタリア語ではジャンフランコ・フェッレに近い、1944年8月15日 - 2007年6月17日）は、イタリアのファッションデザイナー。

## 来歴
1944年8月15日、イタリアのルガ―ノで生まれる。1969年にミラノ工科大学建築学科を卒業。卒業後に赴任したインドで東洋の文化に触れ、影響を受ける。帰国当初はインテリアデザイナーをし、友人のアクセサリーをデザインしたことがきっかけで、1972年からアクセサリーのデザインに従事する。後にミラノファッション界の権威であるウォルター・アルビーニのアクセサリーをデザインし、アクセサリーデザイナーとして名声を高める。その後、フィオルッチのTシャツのデザインで頭角を現し、スポーツウェア等のデザインを手掛けるようになり、1973年にパイラ社のコレクションを任され、1974年にパイラ社で初のプレタポルテ・コレクションを発表する。
そして1978年、自らの名を冠したコレクション「ジャンフランコ・フェレ」のレディース・コレクションを発表。建築家の資格を持っているため、服自体に建築的な特徴があり、建築のセンスを活かした独特のボリュームの白いシャツ（ブラウス）は見るものを魅了した。白いブラウスにこだわった理由として「幼い頃の母親のイメージ、白いブラウスを着ていた」からで、それがミューズのようになっているからと語っていた。シンボルカラーは白だが、情熱的なインペリアル・レッド（赤）のデザインも多く発表された。1980年代以降になると、より良質な素材を探求し、よりエレガントな路線へと進んでいく。各国のファッション評論家が選ぶ「ゴールデンアイ賞」を8年間で5度受賞した。同時期にミラノを拠点に活躍していたジョルジョ・アルマーニ (伊: Giorgio Armani) 、ジャンニ・ヴェルサーチェ (伊: Gianni Versace)と共に「ミラノの3G」と称されるようになり、ミラノを牽引して行くこととなる。
1982年、メンズ・コレクションを発表。
1989年、セカンドラインの「ジャンフランコ・フェレ・ストゥーディオ」を発表。そして、クリスチャン・ディオールのクリエイティブ・ディレクターに就任。ディオールのオートクチュール、レディース・プレタポルテ、アクセサリーを担当。フランスの伝統的ファッション・ブランドをイタリア人デザイナーが手掛けることに当初は反発が起きたが、その反発をフェレは自身のデザインで跳ね返した。A/W（秋冬）のオートクチュール・コレクションでは「ニュールック」をモチーフにしたデザインを発表し好評を博す。
1990年、フランスの「デ・ドール賞（金の指貫き賞）」を受賞。日本語訳の書籍「ファッション・デザイナーをめざすあなたへ　ジャンフランコ・フェレからの14通のメッセージ」が発売される。
1996年、クリスチャン・ディオールのクリエイティブ・ディレクターをジョン・ガリアーノに譲る。「オートクチュールはディオール以外のブランドでは考えられない」と語った通り、以後クチュールには携わらなかった。A/W（秋冬）より、「ジー・エッフェ・エッフェ」をスタート。（当初の「GIEFFEFFE」の表記を後に「GFF」と表記するようになる。）
1997年S/S（春夏）より、「ジャンフランコ・フェレ・ジーンズ」をスタート。この年に来日を果たし、都内にて「GIEFFEFFE」のファッションショーを開催。招かれた来場者に香水等がプレゼントされた。後日、都内にてフェレ自身による講演会が催された。
2005年、複数あるラインをオートクチュールとプレタポルテのブリッジラインであるハイゾーン・プレタポルテの「ジャンフランコ・フェレ」、コアビジネスであるプレタポルテの「フェレ」、ディフュージョンラインの「GFフェレ」の３つに集約し、ビジネスを拡大。Lサイズ・コレクションは「フェレ」の中に「フェレ・レッド」として存在する。大韓航空の女性客室乗務員の制服のデザインを手がけたことで話題を集めた。また、「プレタポルテ」などの映画にカメオ出演した経験もある。
2007年6月17日、脳内出血により62歳で死去。この直後に予定されていたミラノコレクションの準備が既に整っていたため、フェレ不在のまま行われ、ジャンフランコ・フェレがデザインした最後のコレクション発表となった。
2008年S/Sより、フェレの後任デザイナーにラ―ズ・ニルソンが就任。メンズ・コレクションを手掛けるも、ファーストシーズンのメンズ・コレクションを発表後に辞任。
2009年S/S（春夏）より、トマソ・アキラーノとロベルト・リモンディがレディースウェアラインのクリエイティブ・ディレクターに就任する。キーコンセプトは「赤」と「革」。特に「赤」はジャンフランコ・フェレのシンボルカラーである。ダミアーニとのコラボレーションで高級ジュエリー・コレクションも発表。
2011年A/w（秋冬）を最後に、アキラーノとリモンディが退任。ステファノ・キトロンとフェデリコ・ピアッジがクリエイティブ・ディレクターに就任。

## コレクション
- ジャンフランコ・フェレ
- ジャンフランコ・フェレ・ジーンズ
- ジャンフランコ・フェレ ストゥディオ
- GFF

<過去に展開していたブランド>
・FORMA ZERO BY GFF/フォーマゼロbyジャンフランコフェレ　大きいサイズのドンナライン。のちのジャンフランコ・フェレフォーマ。
・oaks by FERRE/オークスバイフェレ　フェレのカジュアルライン。セカンドラインではない位置づけ。
・STUDIO 0001 by FERRE/ジャンフランコフェレのセカンドライン。のちのジャンフランコ・フェレ ストゥディオ。
・FERRE JEANS/フェレジーンズ　ジーンズライン。ウォモ、ドンナ、ジュニアを展開。 
・FANS GFF/ファンズGFF　オークスドンナの派生ブランド。ラメやスパンコールを使った華やかなライン。 
・リラノザウルス GFF　オークスウォモの派生ブランド。カールヘルム調なデザインで日本ではサンプル展示会のみで販売されなかった。
・oaks by FERREとFERRE JEANSは日本では90年代に2ブランドフルラインを複合店で出店していた。直営店はソネット原宿、有楽町西武にあった。
・oaks by FERREとFERRE JEANSが統合され後続ブランドとしてGIEFFEFEEに再編成された。

## エピソード
- ホモセクシュアルが多いファッションデザイナーの中で、「違うのは私を含め3人しか居ない」と発言をしたことがある。